# ادیت سودرگران
ادیت سودرگران (انگلیسی: Edith Södergran; ۴ آوریل ۱۸۹۲ – ۲۴ ژوئن ۱۹۲۳) شاعر و نویسنده سوئدی‌زبان اهل فنلاند بود.